# 믈라데노바츠

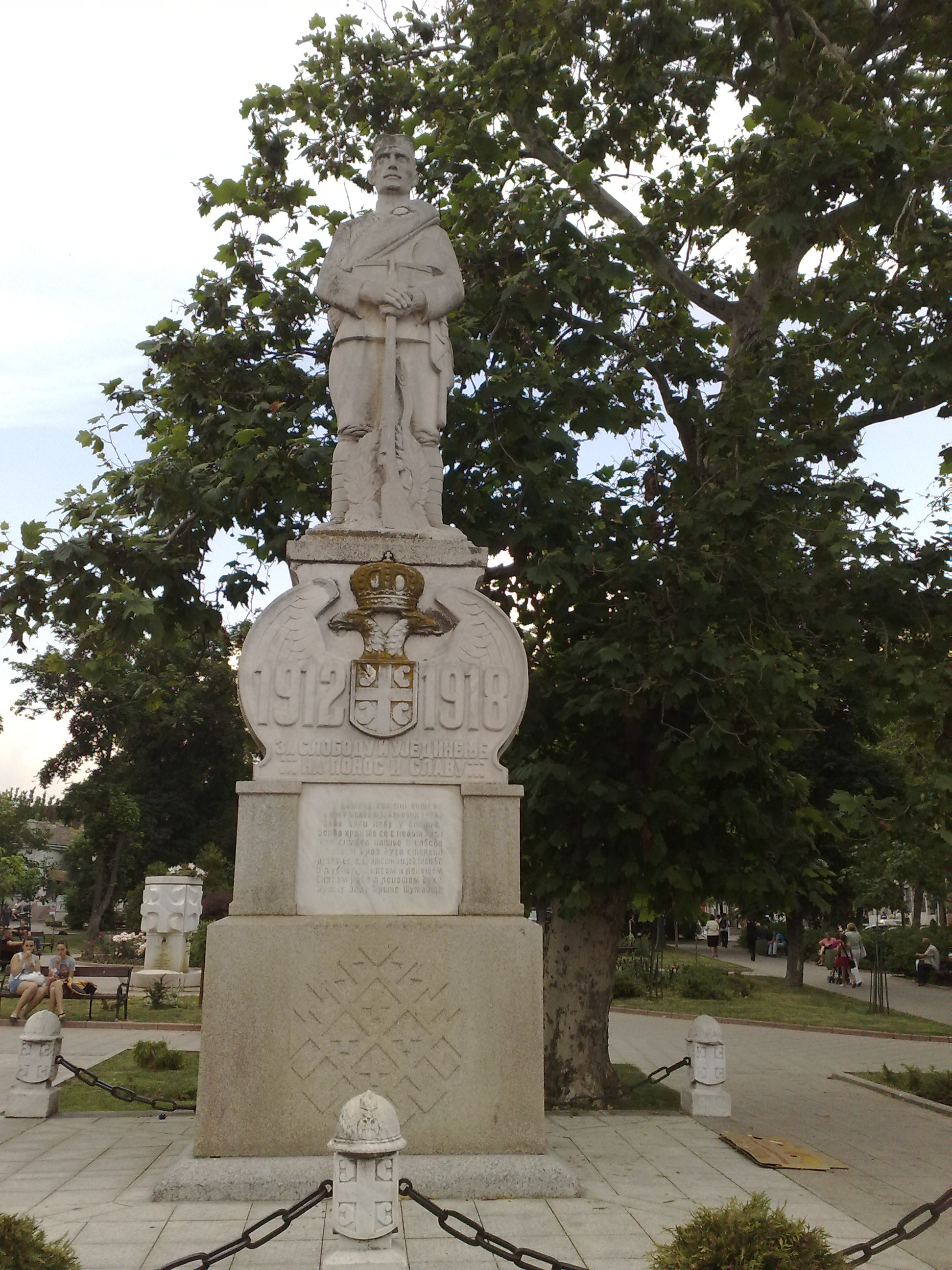
믈라데노바츠의 기념비

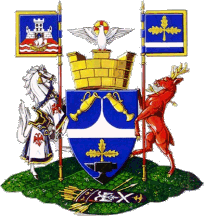
베오그라드 시 지도에 표시된 믈라데노바츠의 위치

믈라데노바츠(세르비아어: Младеновац / Mladenovac)는 세르비아의 수도인 베오그라드를 구성하는 17개 지방 자치체 가운데 하나로 면적은 339km2, 인구는 53,050명(2011년 기준)이다.
베오그라드 남부에 위치한다. 1971년 라자레바츠와 함께 베오그라드에 편입되었다. 베오그라드, 크라구예바츠, 아란젤로바츠, 스메데레보, 스메데레브스카팔란카를 연결하는 교역과 교통의 중심지이다.

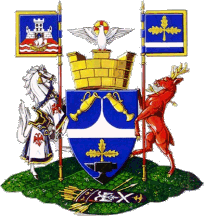
시 문장